# Pseudopomala brachyptera
Pseudopomala brachyptera är en insektsart som först beskrevs av Scudder, S.H. 1862.  Pseudopomala brachyptera ingår i släktet Pseudopomala och familjen gräshoppor. Inga underarter finns listade i Catalogue of Life.